# Isebakke
Isebakke is een plaats in de Noorse gemeente Halden, fylke Østfold. Isebakke telt  777 inwoners (2007) en heeft een oppervlakte van 1,52 km².